# Contemporary Art Foundation
Contemporary Art Foundation (en kanji: 現代芸術振興財団), conocido también como Gendai Art (literalmente, arte de hoy en día), es una fundación privada de arte contemporáneo de Tokio, Japón, presidida por Yusaku Maezawa.

## Historia
Gendai Art fue inaugurada en 2012 en el barrio de Roppongi, concretamente, en una de las zonas más caras de la ciudad conocida como Roppongi Hills fundada y presidida por el empresario japonés Yusaku Maezawa, conocido por ser dueño de varias empresas de comercio electrónico. Genai Art se enfoca exclusivamente a la colección y exhibición de piezas de arte contemporáneo tanto de autores de renombre nacionales como internacionales abarcando todos los formatos de expresión artística, destacando especialmente la pintura sobre lienzo y la escultura abstracta, así como de promocionar a los artistas noveles.
El equipo directivo está compuesto por Sadayuki Maezawa, el músico y compositor Takeshi Kobayashi y Yumi Satō, contando como consejeros la cantante japonesa MEG y el diseñador Masamichi Katayama.

### Obras expuestas
Entre las obras más notorias exhibidas son las piezas de artistas de la talla de Pablo Picasso, Christopher Wool, Richard Prince, Roy Lichtenstein, Andy Warhol, Alexander Calder, Donald Judd, Dan Flavin, On Kawara y Jean-Michel Basquiat entre otros de los principales exponentes del arte contemporáneo. Una de las últimas adquisiciones de la fundación e incorporaciones, fue una obra de Jean-Michel Basquiat, comprada por 110,5 millones de dólares durante una subasta de arte celebrada en Sotheby's, Nueva York, extableciendo una cifra récord para un artista americano hasta le fecha en el mundo del arte contemporáneo.